# 我的少女時代
《我的少女時代》（英語：Our Times）是於2015年上映的臺灣爱情片，由陳玉珊初次執導，宋芸樺、王大陸、李玉璽、簡廷芮領銜主演。本片於2015年6月14日在第18屆上海國際影展亮相，8月13日在臺灣正式上映。本片在全球的票房共計新臺幣26億元。

## 劇情
林真心常常幻想自己是公司的白領，但現實卻不是如此。感慨之餘，她回憶起自己的青春及初戀。時光追溯到1990年代中期，就讀於高中的林真心（宋芸樺）有兩位好姐妹——何美和小只，林真心的偶像是劉德華，小只的偶像是金城武和郭富城。和其他大多數女同學一樣，真心也暗戀著全校最受歡迎的男神歐陽非凡，歐陽不僅長得帥、會念書，也是籃球隊隊長，而且還會彈吉他。一天，她收到了一封包含詛咒內容的幸運信，出於害怕，她把信偷偷地給了班導兼數學老師王白丹、同班校花兼鄰居陶敏敏以及愛惹事的校園霸王徐太宇。之後徐太宇的小弟發現信是林真心發出的。在徐太宇的脅迫下，為了保護歐陽不受徐太宇的欺負，她只得答應幫對方做事。
一日，徐太宇逼迫帶著真心翹課去溜冰，還和跟徐太宇有過節的另一高中老大張常道打架。這場打鬥後，一高訓導主任錢富仁懲罰真心打掃泳池。打掃時她發現歐陽和陶敏敏在秘密交往，傷心的她為了避免被對方發現便跳下泳池，之後被徐太宇拉了上來，此時徐太宇不知道什麼原因啜泣了起來。真心在他的口袋發現徐太宇要給陶敏敏的情書，才發現原來太宇喜歡敏敏。兩人約定組成「失戀陣線聯盟」，拆散歐陽和陶敏敏以成全各自的戀情。之後，徐太宇帶領兄弟們並模仿《天若有情》中劉德華的形象要求敏敏當他的女朋友，卻遭到敏敏的果斷拒絕。為了讓歐陽和陶敏敏沒理由見面，太宇和真心甚至把他們偷偷共同養的小黑狗帶走，徐太宇將小狗取名為「瓦仔」並由真心帶回家收養。
而王老師收到信後，要求給他留幸運信的學生到他辦公室去自首，就在林真心準備承認之時，正在受到另一位女老師陳老師訓斥的徐太宇主動替林承擔了罪責。臨走之際，林從王老師口中得知徐太宇國中曾是數理資優班的學生，她調查後，發現了導致徐發生轉變的一件往事：原來徐太宇、歐陽以及馬思遠是好友，在一次徐跟阿遠打賭在海水裡游泳比賽時，阿遠發生了溺水事故而過世，從此感到十分內疚自責的徐太宇就離開那所學校，逐漸變成了今天這副不愛學習愛惹事的樣子。為了幫徐太宇上進，真心和他打賭溜冰，誰贏就能要求對方做一件事，不擅長溜冰的林真心，儘管摔傷也堅持要到最後。太宇看到真心這樣，既不捨卻又無可奈何。之後，徐太宇便開始在課堂上認真聽講，下課也經常與林真心一起溫習功課。
在段考中徐太宇成績突飛猛進，然而新來的訓導主任全智賢卻認定徐太宇是通過作弊才得到了這個成績，不但公開羞辱了徐太宇，還罰他在操場跑50圈。為此真心計劃發動同學們在學校54周年校慶時表達對全主任不滿的心聲，但此舉被老師發現後，她不但受到了王老師的批評，還受到了爸爸、媽媽的指責和禁止繼續與徐太宇一起的要求。當晚擔心林真心的徐太宇偷偷和真心見面，還帶她去練習溜冰。隔天真心就受到哥哥林誠意之女友的指導，將外型改造。
校慶當天，全主任只讓段考年級前9名學生上台領獎，並當眾批評太宇作弊。林真心、歐陽非凡、何美、小只、大賀和敏敏等多位同學紛紛站出來表示自己違反了校紀要求主任處分自己，林真心也稱過去成績不好的不代表今天不好，成績好的同學不代表不會違紀犯錯，看到徐太宇受到這麼多同學的聲援，校長只得上台安撫大家並允許同學們展開年度水球大戰。
之後，真心、太宇、歐陽、敏敏等共八人分騎四輛機車一起遊玩，在玩「真心話大冒險」時，歐陽和徐太宇都承認喜歡的女生在現場，而等到陶敏敏回答時，徐太宇則問她是否寄出過幸運信令大家感到詫異。事後林真心從徐太宇口中得知，原來真心收到的那封信是敏敏發出的，之後給王老師舉報也是她做的，徐太宇認為儘管敏敏比林真心漂亮一些，但是個性卻沒有真心好。林真心表示如果以後兩人考到不同的大學，徐太宇還是要答應她堅持做好自己。
在一次模擬考後，林真心聽說徐太宇多天沒有上學還缺考，發現他由於在校外打架而受到全主任的訓斥，林真心對他感到失望並表示以後再也不想理他了。在林真心生日前的一個晚上，徐太宇的兩位好友替徐太宇送給她生日禮物一張劉德華廣告板和一盒錄音卡帶，囑託她聯考結束後才能聽卡帶。生日當天，林真心看到徐太宇在其教室外等人，於是她就帶他到了天台表達謝意，此時陶敏敏很快到來，徐太宇告知林真心陶敏敏已經跟他告白了。這時已經喜歡上徐太宇的林真心表面上恭喜他實現了目標，內心則很痛苦地離開了。
不久林真心得知徐太宇退學去美國而導致敏敏失戀的消息，她聽說徐太宇是因打架而受到退學的處分，之後她在數學功課上得到歐陽非凡的幫助。聯考結束後，歐陽非凡提醒她要收聽徐太宇送給她的卡帶，並將徐太宇親口告知他的一些事情講了出來：原來徐太宇經歷被車撞和多次打架受傷等傷情累積的影響，他在醫院接受了一次顱骨手術，出於怕真心對他被車撞一事感到自責和其學業的影響，這些事一直沒有讓她知道；儘管從一開始他就對她充滿好感並在後來逐漸動心，可是出於她當初傾心歐陽非凡的顧慮而一直沒有說出口，徐太宇要求歐陽非凡以後照顧好真心。
成年後的真心一幕幕回憶起這些往事，仍然無法釋懷。她決定改變下目前的生活狀態，決定從態度苛刻的老闆那裡辭職，並宣布跟經常抱怨她的男友分手。此時偶像劉德華正要在台北舉辦2015年「真心愛妳」演唱會，可是她還是沒有從網上搶購到票，就在個唱舉辦場地外面，她恰好邂逅了獨自出來購物的華仔本人，儘管她內心很激動，可是表面上卻說他不是她偶像，兩人合影後劉也為其留下了簽名，他囑咐真心一定要看演唱會，林真心回應稱沒有買到票，於是他留下了一個工作人員的電話號碼給她。當晚，當林真心撥打那個號碼後，竟然與好久不見的成年徐太宇再次相見，原來這次個演唱會是徐太宇為了初戀林真心而努力促成的，因為徐太宇要实现當初答應過真心「我叫劉德華唱給你聽」的諾言，最終兩人一起向歌唱現場走去。

## 演員
| 演員（日語配音）    | 角色           | 备注                       |
| 宋芸樺 （豐崎愛生） | 林真心         | 學生時期                   |
| 陳喬恩              | 林真心         | 成年時期                   |
| 王大陸 （杉田智和） | 徐太宇         | 學生時期                   |
| 言承旭              | 徐太宇         | 成年時期                   |
| 李玉璽 （浪川大輔） | 歐陽非凡       |                            |
| 簡廷芮 （水樹奈奈） | 陶敏敏         |                            |
| 張忠瑞              | 校長           |                            |
| 程政鈞              | 錢富仁         | 前任訓導主任               |
| 屈中恆              | 全智賢         | 新任訓導主任               |
| 那維勳              | 王白丹         | 林真心的班級導師及數學老師 |
| 曲家瑞              | 陳老師         | 國文老師                   |
| 高浚銨              |                | 歷史老師                   |
| 陳彥允              | 周念瑜（櫻木） |                            |
| 林鶴軒              | 賀一郎（大賀） |                            |
| 鄭茵聲              | 沈家儀         |                            |
| 張立東              | 張常道         |                            |
| 蔡頤榛              | 何美（美美）   |                            |
| 郭文頤              | 趙曉枝（小隻） |                            |
| 莊勁宥              | 十二少         |                            |
| 于秉鑫              | 十二少         |                            |
| 李俊霖              | 十二少跟班     |                            |
| 余至中              | 十兄弟         |                            |
| 鍾欣凌              | 莊淑美         | 林真心和林誠意的母親       |
| 許傑輝              | 林北一         | 林真心和林誠意的父親       |
| 許展榮              | 林誠意         | 林真心的哥哥               |
| 邵翔                |                | 成年林真心前男友           |
| 石知田              | 馬思遠         |                            |
| 安晨芯              |                | 林誠意女友                 |
| 李友廷              | 李智明         |                            |
| 吳懿淨              | 李欣怡         | 林真心同事                 |
| 何嫚珂              |                | 林真心同事                 |
| 張行                |                | 林真心同事                 |
| 邱志恒              | 實習生阿力     | High咖                     |
| 劉德華              | 劉德華         | 特別演出                   |

## 製作
為了重現1990年代的真實景象（1994年、1995年為主），片中出現的所有大、小道具，如原子筆、橡皮擦、書籤小卡、回收桶、機車、雜貨店、校舍、書店、火車、50元紙鈔等都力求精準，主要演員還上網大量競標舊物以復原90年代，陳玉珊也花高價買下了一些90年代經典老歌的版權。因为刘德华是陈导演喜欢的偶像，所以片中女主角的偶像也是他，陈导演邀请刘德华客串演出，刘看完剧本后看好影片市场潜力还参与了投资。
本片獲文化部影視及流行音樂產業局2014年度第2梯次台灣電影長片輔導金新人組700萬新台幣之輔助，於2014年10月份開拍，2015年4月13日劇組在台北举行杀青记者会。

### 電影原聲帶
電影原聲帶《我的少女時代電影原聲帶》，於2015年10月21日由華研國際音樂股份有限公司全面發行。

### 取景
| 拍攝地點 | 取景                                             |
| -------- | ------------------------------------------------ |
| 新竹市   | 新竹高商                                         |
| 新竹市   | 新竹高中                                         |
| 新竹市   | 新竹護城河親水公園、文化街、仁義街               |
| 新竹市   | 新竹市東區三民國民小學                           |
| 新竹縣   | 竹東河濱公園                                     |
| 新竹縣   | 關西東安橋                                       |
| 桃園市   | 龍潭區佳安里                                     |
| 桃園市   | 龍潭市場                                         |
| 桃園市   | 龍潭區建國路123巷                                |
| 桃園市   | 龍潭區石門水庫管理局（經濟部水利署北區水資源局） |
| 桃園市   | 桃園展演中心                                     |
| 新北市   | 蘆洲區春大地書局                                 |
| 新北市   | 新店區小歇泡沫紅茶店                             |
| 臺北市   | 台北市青少年發展處（原Y17青少年育樂活動中心）    |
| 臺北市   | 西門町U2電影館                                   |
| 臺北市   | 文山區木柵公園（戶外滑冰場）                     |
| 臺北市   | 中山區榮星花園公園                               |
| 臺北市   | 陽明山童軍活動中心                               |
| 宜蘭縣   | 宜蘭市麦当劳宜興店                               |

## 發行
《我的少女時代》於2015年6月14日在第18屆上海國際影展亮相。本片同時也入選第20屆韓國釜山國際影展之「Open Cinema」單元，獲邀於2015年10月5日在可容納4,000人之戶外露天劇場公開放映。本片也被多倫多亞洲國際影展選為焦點影片，於2015年11月8日及9日在安省美術館AGO Jackman Hall劇場展映，且創下此影展創辦20年以來，史上第一次24小時內座位完售的秒殺紀錄。
臺灣於2015年8月13日正式上映（8月12日於台北信義威秀影城舉行首（特）映會）；香港和澳門於10月15日上映（10月11日於香港奧海城舉行首映會）；馬來西亞於10月22日上映；新加坡於10月25日上映；中國大陸、澳洲和紐西蘭於11月19日上映；英國、美國和加拿大於11月20日上映；韓國於2016年5月12日上映；日本於2016年11月26日上映。

## 票房
台灣方面，口碑場三天票房為新台幣500萬元；正式上映後，首週票房累計至新台幣5000萬元；次週票房累計至新台幣1.2億元；第三週票房累計至新台幣2.2億元；第四週票房累計至新台幣3億元；第五週票房累計至新台幣3.48億元；第六週票房累計至新台幣3.74億元；第七週票房累計至新台幣3.95億元；最終全台票房為新台幣4.1億元。
香港方面，於2015年9月19日開始逢週末有限度放映優先場。綜觀整個優先場時段，在截至10月11日的四個週末裡總共錄得170萬港幣的票房佳績，更同時奠下不俗的口碑。另外，《我的少女時代》於10月15日開畫首日在放映約200場下反應熱烈，在場均55人的情況下大收票房95萬港幣，連同優先場累積約264萬港幣的票房。值得注意的是，《我的少女時代》在開畫首天，無論在場均人數以及總觀看人次均大幅拋離《火星任務》、《實習生》、《腥紅山莊》等美國大片，其受歡迎程度可見一斑。10月16日，全日錄得超過15,000人次，而票房則因片長導致的價格上調估計在130萬港幣上下，香港票房上映兩週破2,000萬，3週破3,000萬，5週破4,000萬，截至12月6日累積超過4,394萬港幣。
新加坡方面，於2015年10月22日正式上映，上映後第一個週末票房，僅次於《獵巫行動：大滅絕》，名列第二位。第二個週末即篡升至第一位，第三週至第五週走勢仍強勁，皆保持前三位的成績，至第七週仍位於前十名內，截至12月13日止累積票房約444萬新加坡元。
马来西亚方面（由二十世紀福斯公司負責發行），於2015年10月22日正式上映，上映後第一個週末票房，僅次於《獵巫行動：大滅絕》，名列第二位。第二週至第四週聲勢不墜，皆蟬聯亞軍位置，截至12月13日止累積票房約1,013萬令吉。
中國大陸方面，於2015年11月19日正式上映，發行首日共放映近2.8萬場次，取得票房2,220萬人民幣。首週4天累積1.09億人民幣，僅次於《007：幽灵党》，名列第二位。 截至12月2日止，中國大陸累計票房為2.94億人民幣，輕鬆摘下台灣電影在中國大陆上映的最高票房記錄。第二週收獲1.5億人民幣票房，僅次於《火星救援》，蟬聯亞軍。第三周獲7,000萬人民幣列第4位。第四周收2500万列第7位，累计3.52亿，最终成绩为3.6亿(17.5億新台幣)。
韓國方面，最終票房為新臺幣1億元。
| 上一届： 《不可能的任務：失控國度》 | 2015年台北週末票房冠軍 第34-36周 | 下一届： 《移動迷宮：焦土試煉》 |
| 上一届： 《火星任务》               | 2015年香港一週票房冠軍 第41-43周 | 下一届： 《007：鬼影帝國》      |

## 獎項
| 年份 | 類別                 | 獎項             | 入圍者／作品     | 結果 |
| ---- | -------------------- | ---------------- | ---------------- | ---- |
| 2015 | 第52屆金馬獎         | 最佳女主角       | 宋芸樺           | 提名 |
| 2015 | 第52屆金馬獎         | 最佳新導演       | 陳玉珊           | 提名 |
| 2015 | 第52屆金馬獎         | 最佳電影原創歌曲 | 《小幸運》       | 提名 |
| 2016 | 第35屆香港電影金像獎 | 最佳兩岸華語電影 | 《我的少女時代》 | 提名 |
| 2016 | 金曲獎               | 最佳年度歌曲     | 《小幸運》       | 提名 |

## 外部連結
- 我的少女時代 Our Times的Facebook專頁
- 电影我的少女时代官微的新浪微博
- 台灣電影網上《我的少女時代》的資料（繁體中文）
- 開眼電影網上《我的少女時代》的資料（繁體中文）
- Yahoo奇摩電影上《我的少女時代》的資料（繁體中文）
- 雅虎香港電影上《我的少女時代》的資料（繁體中文）
- 香港影庫上《我的少女時代》的資料（繁體中文）
- 时光网上《我的少女時代》的資料（简体中文）
- 豆瓣电影上《我的少女時代》的資料 （简体中文）
- 互联网电影数据库（IMDb）上《我的少女時代》的资料（英文）
- 爛番茄上《我的少女時代》的資料（英文）
- AllMovie上《我的少女時代》的资料（英文）